# Dave Ballou
Dave Ballou  (* 22. April 1963 in Rhode Island) ist ein US-amerikanischer Jazz-Trompeter,  Flügelhornist und Komponist sowie Hochschullehrer.

## Leben und Wirken
Ballou studierte am Berklee College of Music bis 1986, danach erwarb er 1991 den Master an der University of New Hampshire. Als Musiker begann seine Karriere Mitte der 1980er Jahre u. a. im Either/Orchestra,  mit George Schuller, der Ken Schaphorst Big Band und bei Paquito D’Rivera.  Anfang der 1990er Jahre spielte er mit Schuller, Tom Varner, Andy Laster, Chris Speed u. a. in der Formation Orange Then Blue.  1997 arbeitete Ballou mit der Sängerin Judi Silvano (Vocalise); außerdem spielte er auf dem Album When Children Smile des Bassisten Steve LaSpina mit und arbeitete in Peter Herborns Orchester (Large One). 1999 spielte er in der Big Band von Kenny Werner (Beauty Secrets). Ende der 1990er Jahre spielte er in der Band von Tom Varner (The Window Up Above, 1998) und in der Begleitband des Sängers Mark Murphy. 2000 gehörte er zum Quartett Northern Exposure von Michael Formanek (der ihn auch zu seiner Produktion (The Distance 2016) holte). 2001 spielte er im Quintett des Schlagzeugers Kevin Norton (Change Dance) sowie zusammen mit Formanek auf Harold Dankos Album Prestigious. Außerdem wirkte er an Rabih Abou-Khalils Enja-Produktion Cactus of Knowledge mit.
Ab 1997 nahm Ballou für das Label Steeplechase eine Reihe von Alben auf; Mitwirkende waren u. a. Formanek, Tony Malaby,  Cameron Brown, Tom Rainey und George Colligan. 2003 arbeitete er mit Kevin Norton, John Lindberg und Tony Malaby (Time-Space Modulator). 2007 wirkte er an Gunther Schullers Neuaufführung des Werks Epitaph von Charles Mingus mit. 2018 legte er das Soloalbum Quadrants for Solo Trumpet (Pfmentum) vor.
Außerdem spielte er bei Aufnahmen von Cameron Brown, Satoko Fujii, Andrew Hill (A Beautiful Day), John Hollenbeck, Daniel Levin, David Liebman  (Beyond the Line); Michael Musillami und Maria Schneider (Alegresse, 2000).
Die Kritiker Richard Cook und Brian Morton heben Ballous klaren und kühlen Ton hervor. Sein bislang bestes Album sei The Floating World, entstanden im Dezember 1999 mit dem Pianisten George Colligan.
Ballou ist gegenwärtig Assistant Professor of Music an der Towson University (Maryland) und wirkt dort als Koordinator der Abteilung für Jazz/Unterhaltungsmusik. Er unterrichtet Jazzgeschichte, Jazztheorie und Improvisation, Jazz-Arrangement, Jazz-Trompete und Jazz-Komposition.

## Diskographische Hinweise
- Regards (SteepleChase, 2005)
- Insistence (SteepleChase, 2007), mit Michael Formanek, Ralph Peterson
- The MacroQuarktet: The Complete Night: Live at the Stone NYC (Out of Your Head, 2007/2020)
- Dave Ballou & BeepHonk: The Windup (Clean Feed Records, 2018)
- Devin Gray, Michael Formanek, Ellery Eskelin und Dave Ballou: Dirigo Rataplan II (2018)
- Dave Ballou, Herb Robertson, Drew Gress, Tom Rainey: The MakroQusrktet (Out of Our Head, 2020)
- Mike Kuhl, Dave Ballou, John Dierker, Luke Stewart: Kraft (2022)